# Target Field
El Target Field és un estadi de beisbol situat al centre de Minneapolis, Minnesota, Estats Units. És l'estadi dels Minnesota Twins, una franquícia de la Major League Baseball (MLB). És el sisè estadi de la franquícia i el tercer a Minnesota. Els Twins es van traslladar al Target Field per a la temporada 2010 després de 28 temporades en el Hubert H. Humphrey Metrodome. És la primera instal·lació construïda específicament pels Twins, ja que l'equip es va traslladar a l'Àrea metropolitana de Minneapolis-Saint Paul el 1961; El Metropolitan Stadium va ser construït pels Minneapolis Millers cinc anys abans de la primera temporada de la franquícia a Minnesota, i el Metrodome va ser construït com un estadi d'usos múltiples per als Twins, els Minnesota Vikings, i per a l'equip de futbol de la Universitat de Minnesota.
La temporada de 2010 va ser la primera des de 1936 en el qual la franquícia (llavors conegut com els Washington Senators) no compartia el seu estadi amb un equip de l'NFL. Els Twins van rebre el certificat d'ocupació de Mortenson Construction, el 22 de desembre de 2009. El personal dels Twins es va moure en el 4 de gener del 2010. El primer partit de beisbol a l'estadi va tenir lloc el 27 de març del 2010, amb un partit de beisbol universitari entre la Universitat de Minnesota i Louisiana Tech University. Els Twins van jugar dos partits de pretemporada contra els Saint Louis Cardinals el 2 i 3 d'abril, mentre el partit inaugural de temporada regular a l'estadi va ser el 12 d'abril de 2010 contra els Boston Red Sox.
El Target Field va ser seu el 2014 del Partit de les Estrelles. Era la tercera vegada que el partit es va jugar a les Twin Cities.